# 張永春
張永春（葡萄牙語：Cheong Weng Chon，1966年9月—），澳门政治人物，現任澳門特別行政區行政法務司司長，曾擔任澳門特別行政區廉政專員。

## 生平
張永春，1966年9月出生於北京，精通普通話及葡萄牙语，少許粤语，曾擔任任登記局局長及公證員助理、物業登記局局長、司法事務局局長，於2000年11月至2014年12月擔任任法務局局長；2014年12月至2019年12月任廉政公署廉政專員，曾為司法援助委員會主席、公共行政改革諮詢委員會委員、法律改革諮詢委員會委員。2021年9月17日，橫琴粵澳深度合作區管理委員會成立後，兼任橫琴粵澳深度合作區管理委員會常務副主任。2024年11月，获中华人民共和国国务院任命，继续担任行政法务司司长。2025年，橫琴粵澳深度合作區執行委員會官網顯示，深合區管理委員會和執行委員會成員作出調整，他兼任管理委員會常務副主任、秘書長及執行委員會主任。